# Guillaume Ruzé (maire de Tours)
Pour les autres membres de la famille, voir Famille Ruzé.
Guillaume Ruzé, sieur de Beaulieu, fut maire de Tours de 1533 à 1535.

## Biographie
Il est le petit-fils de Jean Ruzé et de Guillonne Berthelot. 
Ses parents étaient Guillaume Ruzé, conseiller au parlement, et Catherine Briçonnet. Il n'a eu que des sœurs : Jeanne Ruzé a épousé Jacques de Beaune-Semblançay, surintendant des finances, et Thomine Ruzé a épousé Adam Fumée, garde des sceaux et chancelier. Catherine Ruzé a épousé Guillaume de Beaune, général des monnaies et maire de Tours en 1501-1502.
De son mariage avec Marie Testu, il a eu Guillaume Ruzé, évêque, confesseur des rois Henri II, Charles IX et Henri III, et Martin Ruzé de Beaulieu. Il était le beau-père de Gilbert Coëffier (époux de Bonne Ruzé).
Il est receveur général des finances en Touraine.
Il est seigneur de la Bretonnière.